# Colone
Pour l’article ayant un titre homophone, voir Colonne.
Colone (en grec ancien Κολωνός / Kolōnós) est un quartier d'Athènes, en Grèce.
Sophocle, célèbre tragédien grec, y est né. C’est aussi dans ce quartier que fut exilé Œdipe, dans la pièce Œdipe à Colone, banni de Thèbes selon la pièce Œdipe roi. L'astronome Méton passait pour y être né et y avoir fondé un aqueduc, ce que conteste l'historien Philochore dans ses Atthis, et que Claude Élien met en doute dans ses Histoires variées.